# Le Châtelet-sur-Sormonne
Pour les articles homonymes, voir Châtelet.
Le Châtelet-sur-Sormonne est une commune française située dans le département des Ardennes, en région Grand Est.

## Géographie
| Sévigny-la-Forêt                   | Bourg-Fidèle          | Harcy           |
| Tremblois-lès-Rocroi Laval-Morency | Châtelet-sur-Sormonne | Rimogne         |
| L'Échelle                          | Rouvroy-sur-Audry     | Murtin-et-Bogny |

### Hydrographie
La commune est dans le bassin versant de la Meuse au sein du bassin Rhin-Meuse. Elle est drainée par la Sormonne et le ruisseau la Rimogneuse,.
La Sormonne, d'une longueur de 56 km, prend sa source dans la commune de Taillette et se jette  dans la Meuse à Warcq, après avoir traversé 23 communes.

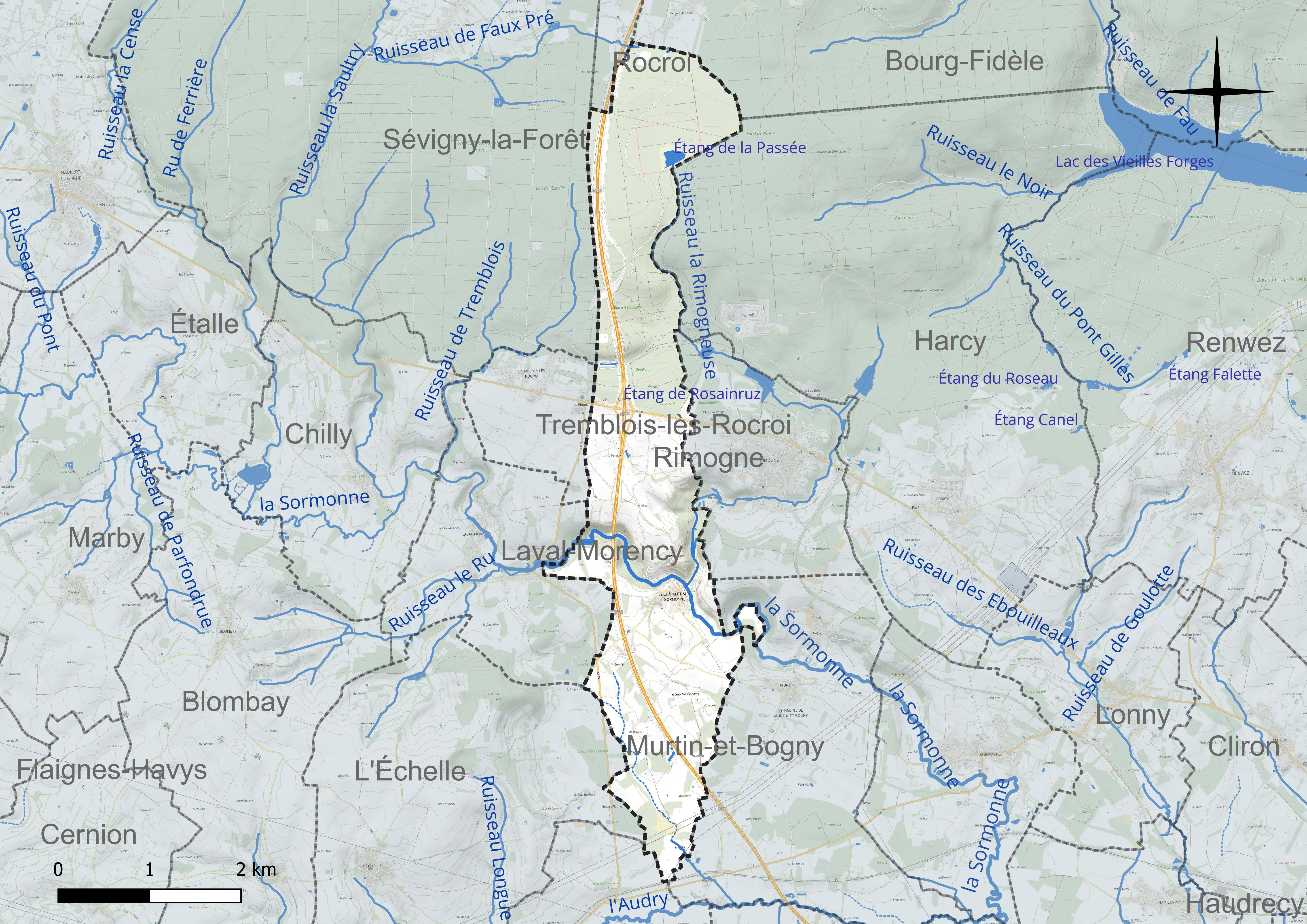
Réseau hydrographique du Châtelet-sur-Sormonne.

Deux plans d'eau complètent le réseau hydrographique : l'étang de la Passée (2,8 ha) et l'étang de la Roche, d'une superficie totale de 5,7 ha (2,9 ha sur la commune),.

### Climat
Pour des articles plus généraux, voir Climat du Grand Est et Climat des Ardennes.
En 2010, le climat de la commune est de type climat de montagne, selon une étude du Centre national de la recherche scientifique s'appuyant sur une série de données couvrant la période 1971-2000. En 2020, Météo-France publie une typologie des climats de la France métropolitaine dans laquelle la commune est exposée à un climat océanique altéré et est dans la région climatique Nord-est du bassin Parisien, caractérisée par un ensoleillement médiocre, une pluviométrie moyenne régulièrement répartie au cours de l’année et un hiver froid (3 °C).
Pour la période 1971-2000, la température annuelle moyenne est de 9,7 °C, avec une amplitude thermique annuelle de 15,1 °C. Le cumul annuel moyen de précipitations est de 963 mm, avec 13,6 jours de précipitations en janvier et 9,7 jours en juillet. Pour la période 1991-2020, la température moyenne annuelle observée sur la station météorologique de Météo-France la plus proche, « Rocroi », sur la commune de Rocroi à 11 km à vol d'oiseau, est de 9,5 °C et le cumul annuel moyen de précipitations est de 1 210,4 mm. 
La température maximale relevée sur cette station est de 37,6 °C, atteinte le 25 juillet 2019 ; la température minimale est de −14,7 °C, atteinte le 4 février 2012,,.
Les paramètres climatiques de la commune ont été estimés pour le milieu du siècle (2041-2070) selon différents scénarios d'émission de gaz à effet de serre à partir des nouvelles projections climatiques de référence DRIAS-2020. Ils sont consultables sur un site dédié publié par Météo-France en novembre 2022.

## Urbanisme

### Typologie
Au 1er janvier 2024, Le Châtelet-sur-Sormonne est catégorisée commune rurale à habitat dispersé, selon la nouvelle grille communale de densité à 7 niveaux définie par l'Insee en 2022.
Elle est située hors unité urbaine. Par ailleurs la commune fait partie de l'aire d'attraction de Charleville-Mézières, dont elle est une commune de la couronne,. Cette aire, qui regroupe 132 communes, est catégorisée dans les aires de 50 000 à moins de 200 000 habitants,.

### Occupation des sols
L'occupation des sols de la commune, telle qu'elle ressort de la base de données européenne d’occupation biophysique des sols Corine Land Cover (CLC), est marquée par l'importance des territoires agricoles (46,8 % en 2018), en diminution par rapport à 1990 (54,2 %). La répartition détaillée en 2018 est la suivante : 
forêts (41,1 %), prairies (32,3 %), zones industrielles ou commerciales et réseaux de communication (12 %), zones agricoles hétérogènes (11 %), terres arables (3,5 %), zones urbanisées (0,1 %). L'évolution de l’occupation des sols de la commune et de ses infrastructures peut être observée sur les différentes représentations cartographiques du territoire : la carte de Cassini (XVIIIe siècle), la carte d'état-major (1820-1866) et les cartes ou photos aériennes de l'IGN pour la période actuelle (1950 à aujourd'hui).

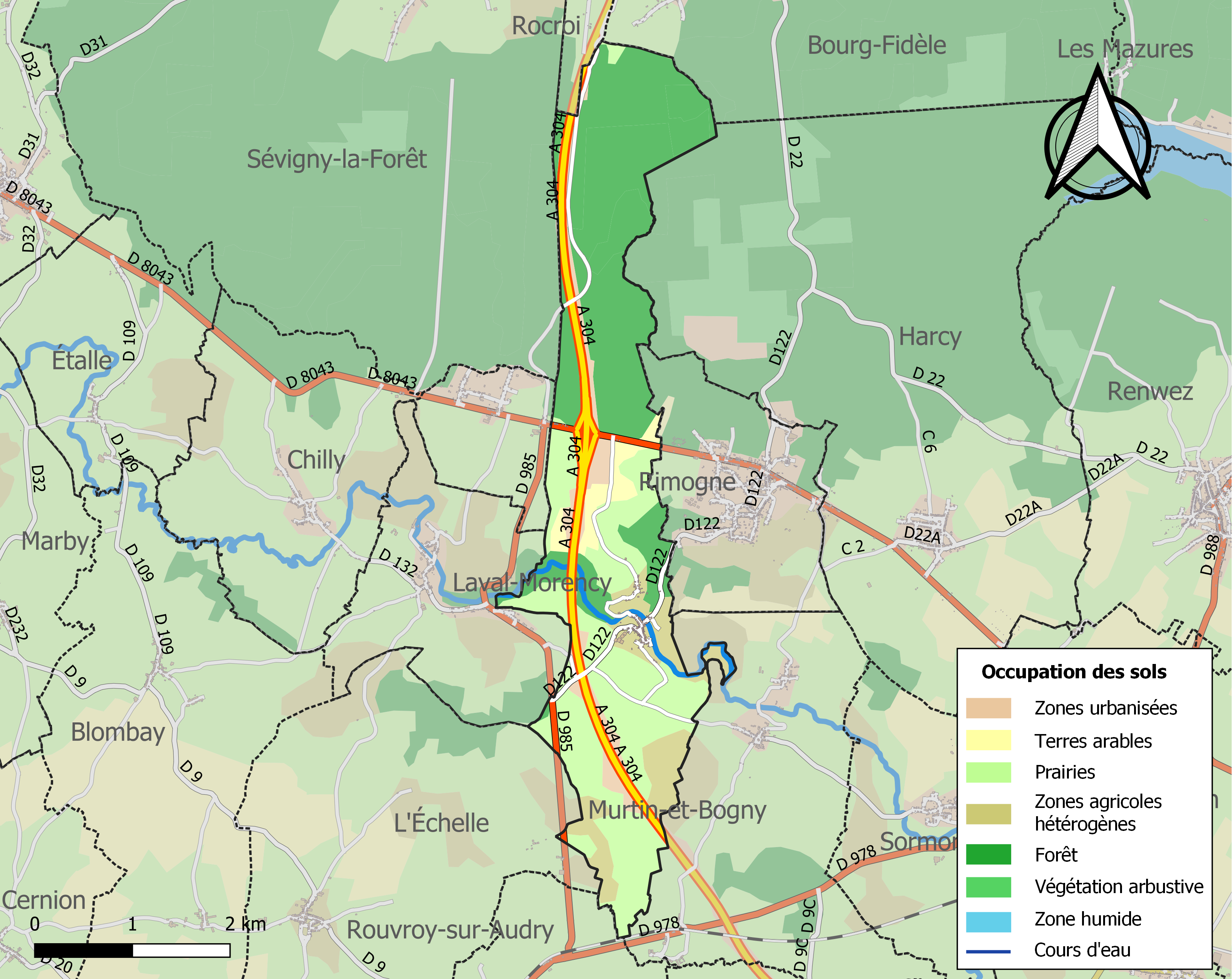
Carte des infrastructures et de l'occupation des sols de la commune en 2018 (CLC).

## Toponymie
Le Châtel est un toponyme dérivant du latin castella (pluriel de castellum) désignant un château.
La Sormonne, d'une longueur de 56 km, prend sa source dans la commune de Taillette et se jette  dans la Meuse à Warcq, après avoir traversé la commune.

## Histoire
La commune a subi les invasions des Espagnols, d'où le nom des habitants, toujours appelés « les Espagnols ».
Au XVIIe siècle, la famille d'Arras d'Haudrecy entre en possession de la seigneurie du Châtelet précédemment possession de la famille de Népoux. Le 15 juin 1609 Robert d'Arras seigneur d'Haudrecy épouse Françoise de Népoux, fille de Jean de Népoux, écuyer, seigneur de la Faye, Châtelet, Rimogne et Rocroi. C'est cette dernière qui fait rentrer la seigneurie du Châtelet dans la famille d'Arras d'Haudrecy.

## Politique et administration
| Période                                  | Période                   | Identité                                                 | Étiquette | Qualité           |
| ---------------------------------------- | ------------------------- | -------------------------------------------------------- | --------- | ----------------- |
| avant 1876                               | après 1877                | Guérin                                                   |           |                   |
| avant 1981                               | ?                         | Maurice Aubart                                           | DVG       |                   |
| mars 2001                                | mars 2008                 | Roland Dunème                                            |           |                   |
| mars 2008                                | En cours (au 25 mai 2020) | Marie-Christine Tessari Réélue pour la mandat 2020-2026, |           | Ancienne employée |
| Les données manquantes sont à compléter. |                           |                                                          |           |                   |

Le Châtelet-sur-Sormonne a adhéré à la charte du parc naturel régional des Ardennes, à sa création en décembre 2011.

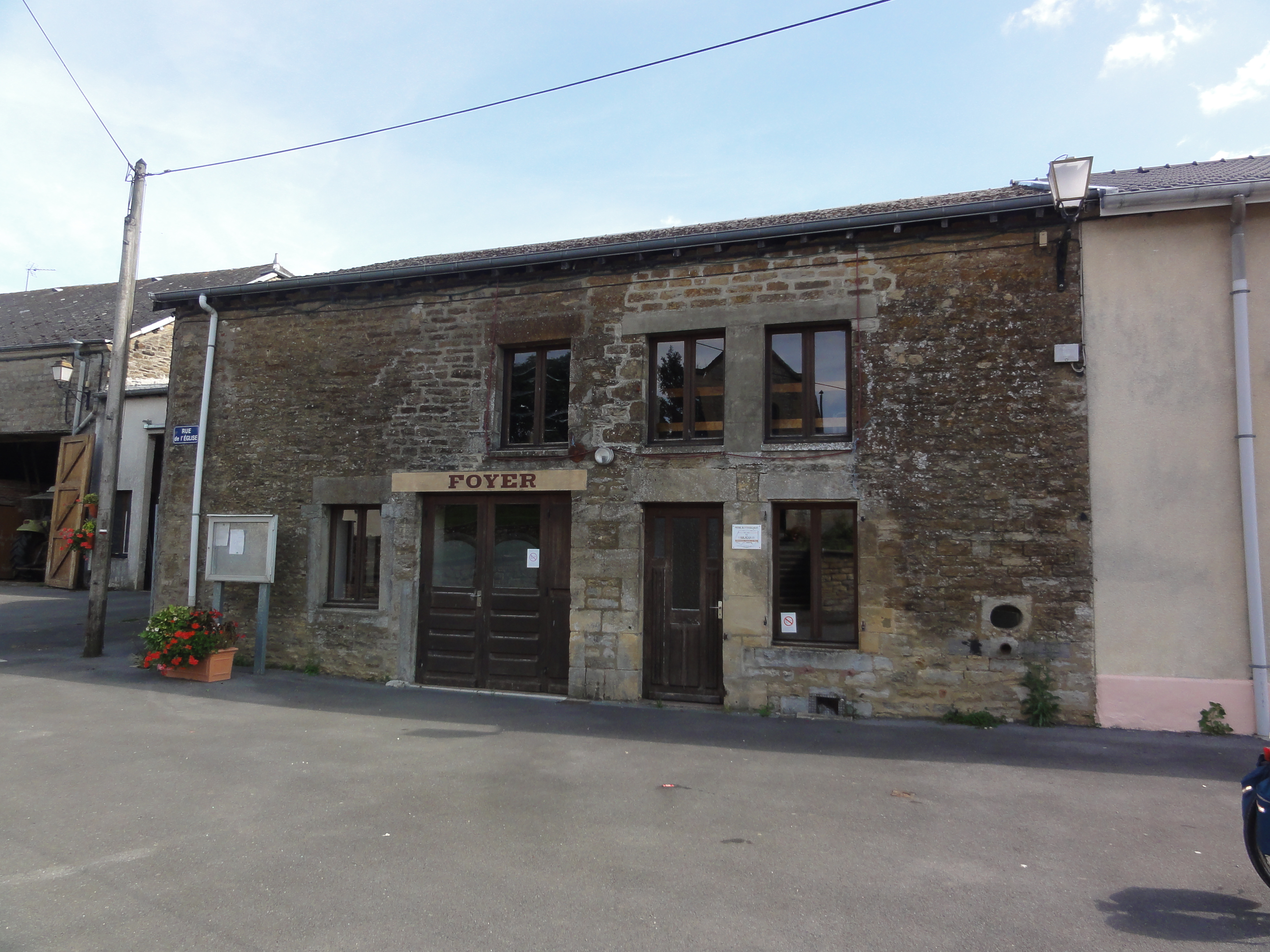
Foyer du Châtelet-sur-Sormonne

## Démographie
L'évolution du nombre d'habitants est connue à travers les recensements de la population effectués dans la commune depuis 1793. Pour les communes de moins de 10 000 habitants, une enquête de recensement portant sur toute la population est réalisée tous les cinq ans, les populations de référence des années intermédiaires étant quant à elles estimées par interpolation ou extrapolation. Pour la commune, le premier recensement exhaustif entrant dans le cadre du nouveau dispositif a été réalisé en 2005.

En 2022, la commune comptait 172 habitants, en évolution de +7,5 % par rapport à 2016 (Ardennes : −2,97 %, France hors Mayotte : +2,11 %).
| 1793 | 1800 | 1806 | 1821 | 1831 | 1836 | 1841 | 1846 | 1851 |
| ---- | ---- | ---- | ---- | ---- | ---- | ---- | ---- | ---- |
| 322  | 374  | 372  | 381  | 422  | 430  | 473  | 505  | 503  |

| 1866 | 1872 | 1876 | 1881 | 1886 | 1891 | 1896 | 1901 | 1906 |
| ---- | ---- | ---- | ---- | ---- | ---- | ---- | ---- | ---- |
| 510  | 472  | 433  | 409  | 408  | 356  | 350  | 318  | 257  |

| 1911 | 1921 | 1926 | 1931 | 1936 | 1946 | 1954 | 1962 | 1968 |
| ---- | ---- | ---- | ---- | ---- | ---- | ---- | ---- | ---- |
| 233  | 252  | 237  | 220  | 215  | 202  | 190  | 177  | 187  |

| 1975 | 1982 | 1990 | 1999 | 2005 | 2006 | 2010 | 2015 | 2020 |
| ---- | ---- | ---- | ---- | ---- | ---- | ---- | ---- | ---- |
| 148  | 163  | 200  | 195  | 170  | 167  | 169  | 160  | 168  |

| 2022 | - | - | - | - | - | - | - | - |
| ---- | - | - | - | - | - | - | - | - |
| 172  | - | - | - | - | - | - | - | - |

## Héraldique
| Armes de Le Châtelet-sur-Sormonne | Les armes de Le Châtelet-sur-Sormonne se blasonnent ainsi : Parti : au 1er d’azur à la tour droite crénelée de cinq pièces d’argent, ouverte et ajourée du champ, maçonnée de sable, soutenue d’une jumelle ondée aussi d’argent, au 2e de gueules à l’aigle au vol abaissé d’argent. |

## Lieux et monuments
La tour Daudece
Sans date d'origine, cette tour restaurée aujourd'hui est très ancienne. Plusieurs pièces de monnaie romaines ont été retrouvées à son pied en 1792 dans les démolitions partielles de cette tour. Cela devrait donc remonter à l'époque de la domination romaine dans les Gaules. Elle a dû faire partie d'un poste militaire romain établi pour la protection de la province.
Cette tour surplombe la rivière la Sormonne.
Le château du Châtelet Haut
Partiellement détruit, ce château dont la date d'origine est inconnue, surplombe la vallée du Châtelet-Bas.
L'usine de la Roche
Il s'agit d'une usine hydraulique toujours en fonctionnement. Elle est entourée de chutes d'eau et de bois, ce qui fait tout son charme.
À noter que l'endroit est très prisé des amoureux de la nature dès l'arrivée du printemps grâce, entre autres, aux jonquilles.
- L'église Saint-Jean-Baptiste du Châtelet-sur-Sormonne

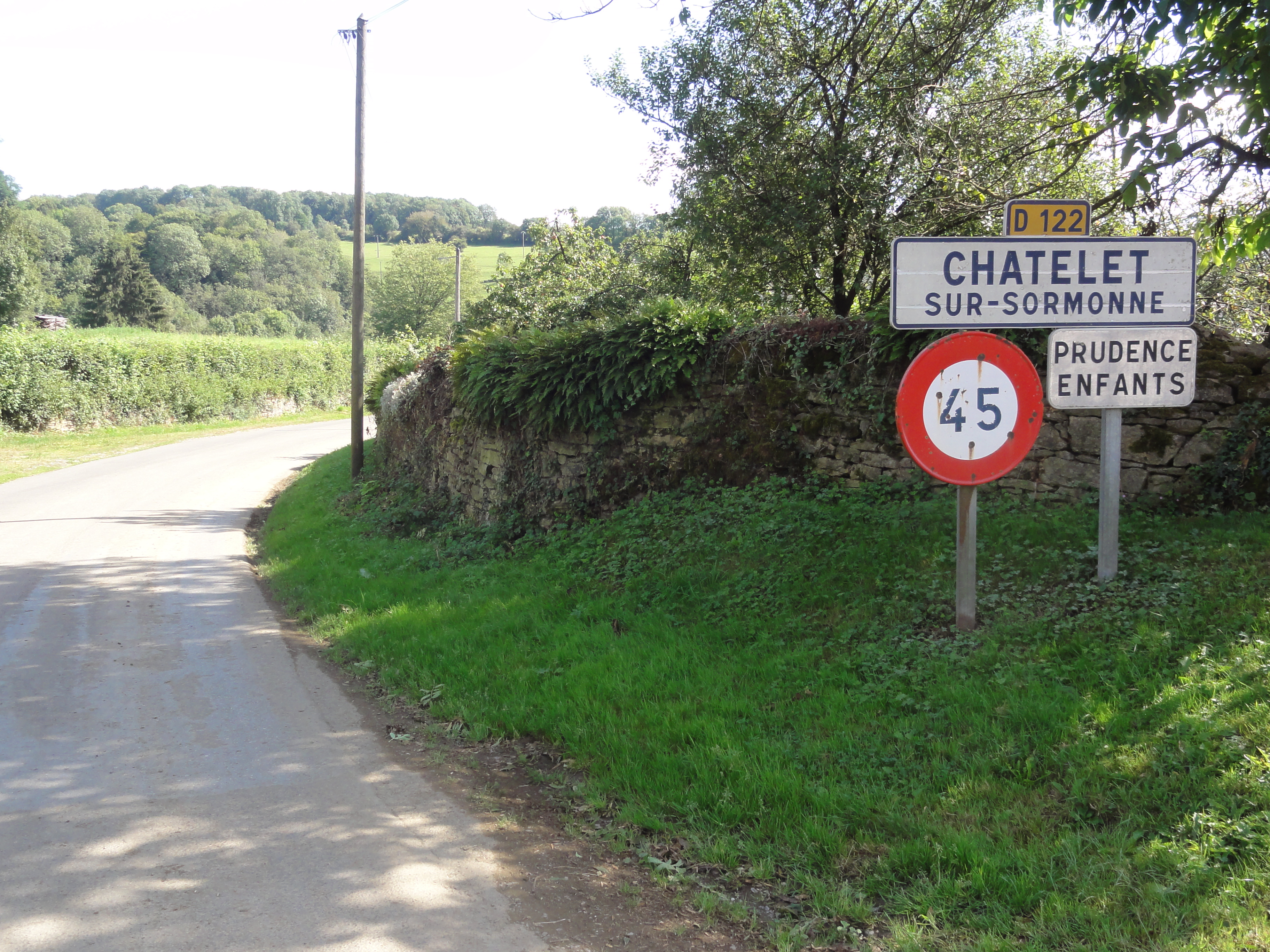
Entrée du village.
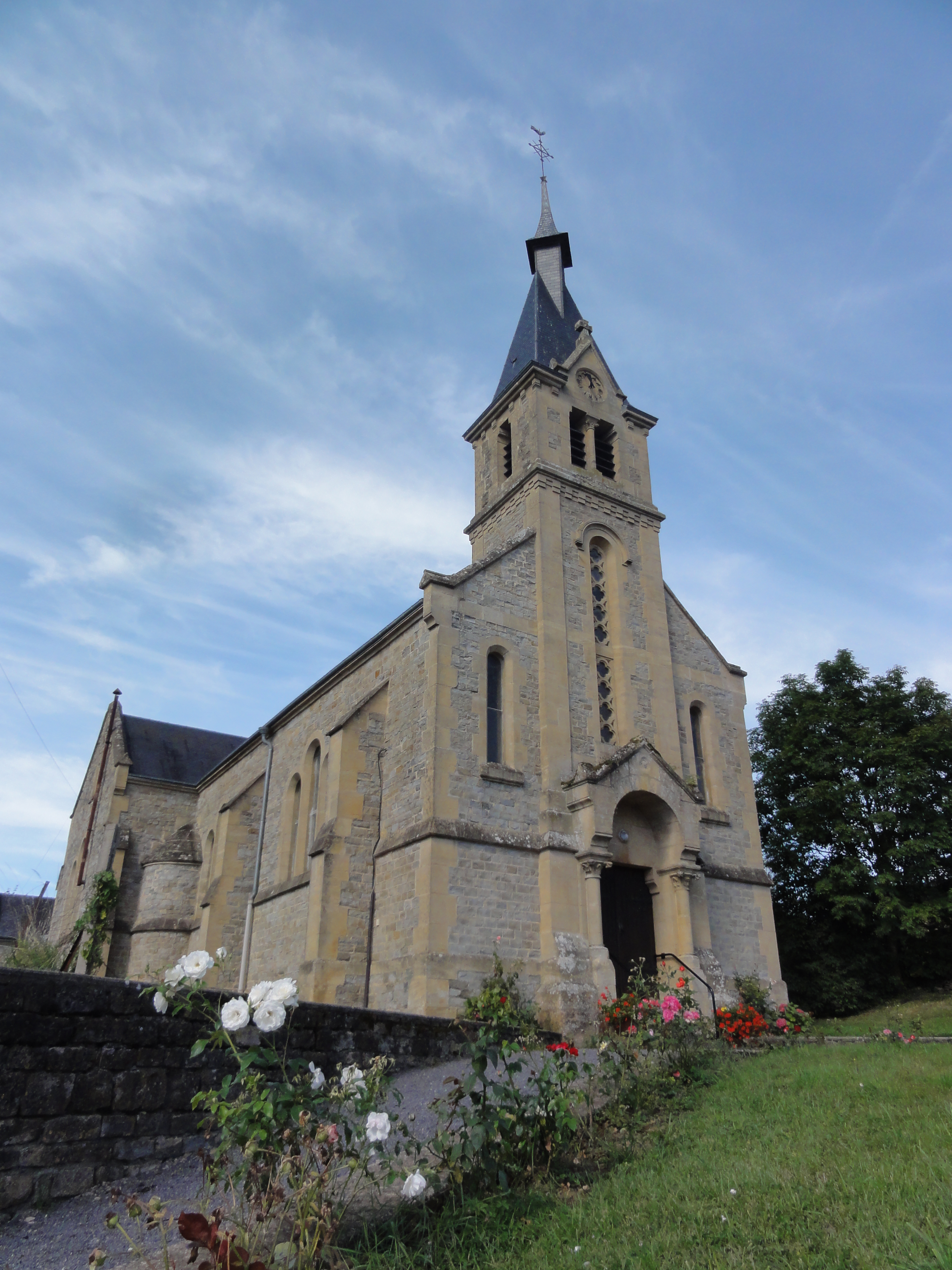
L'église.
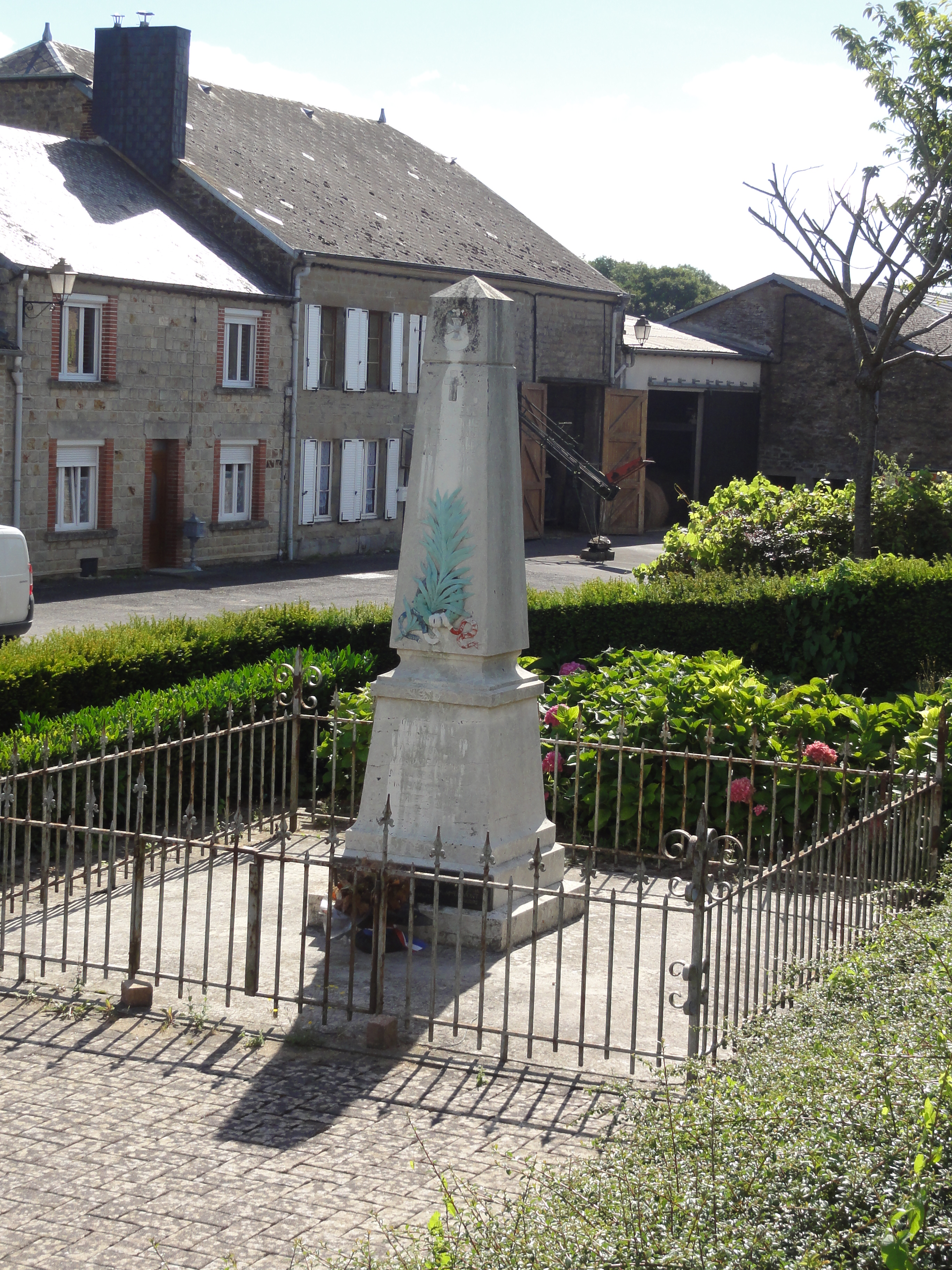
Monument aux morts.
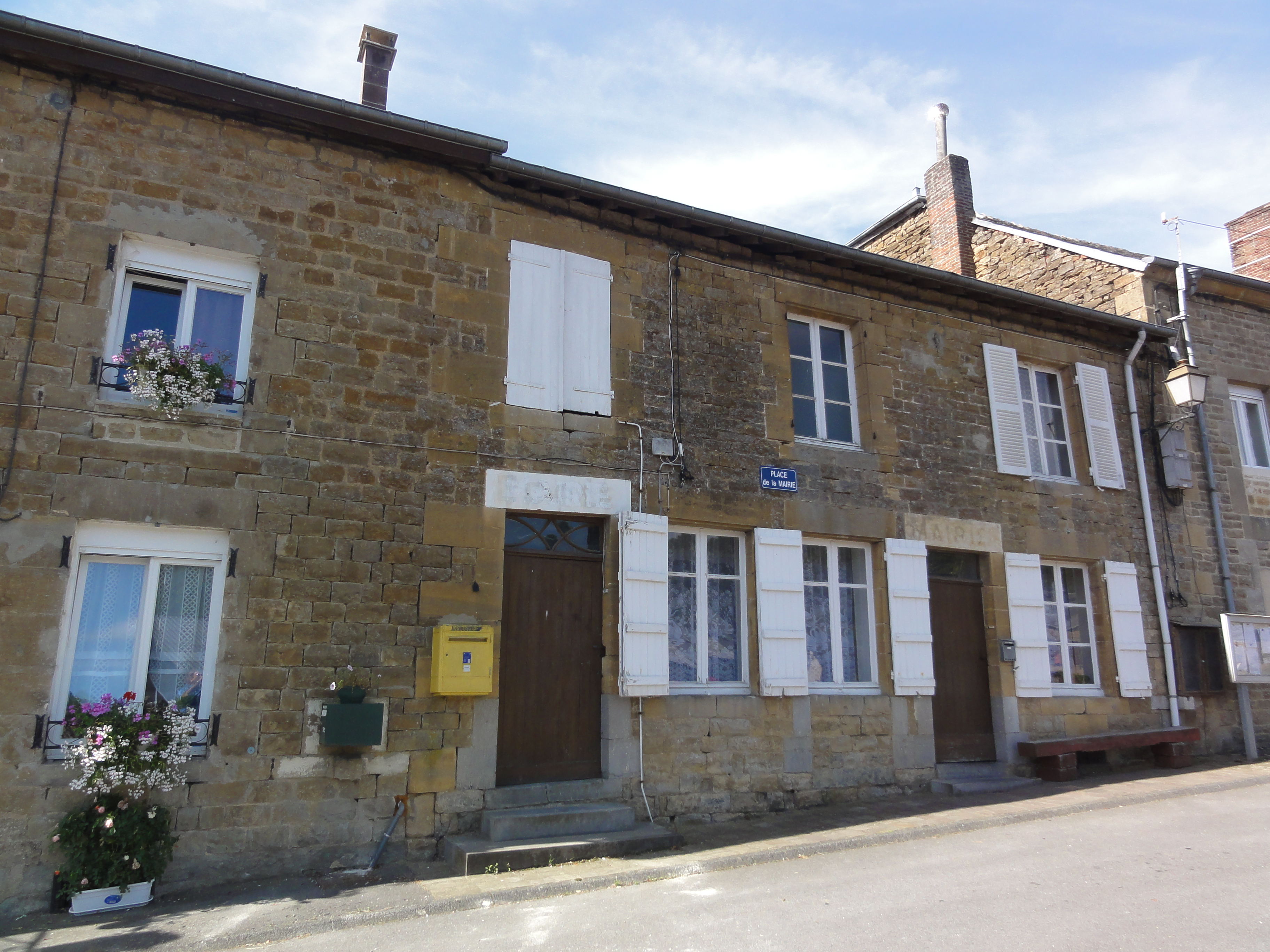
Ancienne mairie-écoles.